# Kodeks 0306
Kodeks 0306 (Gregory-Aland no. 0306) – grecki kodeks uncjalny Nowego Testamentu na pergaminie, datowany metodą paleograficzną na IX wiek. Rękopis jest przechowywany w Oksfordzie. Tekst rękopisu nie jest wykorzystywany we współczesnych wydaniach greckiego Nowego Testamentu. 

## Opis
Zachowało się 7 pergaminowych kart rękopisu, z greckim tekstem Ewangelii Jana (9,22-10,3.5-8.10-12; 11,6-37.39-41). Karta kodeksu ma rozmiar 29 na 22,5 cm. Tekst jest pisany dwoma kolumnami na stronę, 25 linijek tekstu na stronie. Jest palimpsestem, tekst górny jest lekcjonarzem ℓ 368. 

## Historia
INTF datuje rękopis 0306 na IX wiek . W XI wieku naniesiony został tekst minuskułowy palimpsestu. 
Edgar Lobel w 1921 roku rozpoznał, że tekst dolny palimpsestu stanowi tekst Jana 9-11, a tekst górny jest lekcjonarzem Starego Testamentu, jednak na listę rękopisów Nowego Testamentu został wciągnięty dopiero w 1994 roku. 
Tekst rękopisu został opublikowany drukiem w 2007 roku. W roku 2013 został opublikowany w wersji elektronicznej. 
Fragment nie jest cytowany w wydaniach greckiego Nowego Testamentu Nestle-Alanda (NA28). Nie jest cytowany w czwartym wydaniu Zjednoczonych Towarzystw Biblijnych (UBS4).
Rękopis jest przechowywany we Bibliotece Bodlejańskiej (Selden Supra 9, fol. 114-120) w Oksfordzie .